# Rogatkokształtne
Rogatkokształtne, rekiny rogate (Heterodontiformes) – monotypowy rząd ryb chrzęstnoszkieletowych (Chondrichthyes), obejmujący jedną rodzinę morskich gatunków zamieszkujących głównie Ocean Spokojny. Żyją w wodach tropikalnych i subtropikalnych na różnych głębokościach. Osiągają długość od 50–150 cm. Żywią się bentosem, krabami, jeżowcami i rybami. Niektóre gatunki są poławiane w celach konsumpcyjnych. W zapisie kopalnym są znane od dolnej jury, a w Polsce z dolnej kredy Wysoczyzny Łódzkiej.

## Cechy charakterystyczne
Heterodontiformes charakteryzują się najbardziej prymitywną budową wśród rekinów z grupy Galeomorphi. Mają ciało krępe, stosunkowo krótkie. Głowa z charakterystycznymi uwypukleniami wokół oczu (grzebienie nadoczodołowe). Oczy i małe tryskawki położone są na wierzchniej części głowy.
Brak przesłony migawkowej. 5 par szczelin skrzelowych – pierwsza jest największa. Wydłużone kapsuły nosowe są połączone głębokim rowkiem z otworem gębowym. Ostre zęby o zróżnicowanej budowie. Płetwa odbytowa obecna. Dwie płetwy grzbietowe z krótkimi kolcami, pokrytymi warstwą enameloidu (u pozostałych Galeomorphi brak kolców w płetwach grzbietowych). 103–123 kręgów.
Są jajorodne. Kapsuły jajowe mają kształt śruby.

## Klasyfikacja
Rząd Heterodontiformes obejmuje monotypową rodzinę Heterodontidae – rogatkowate, do której zaliczany jest rodzaj:
Heterodontus